# Infoshop

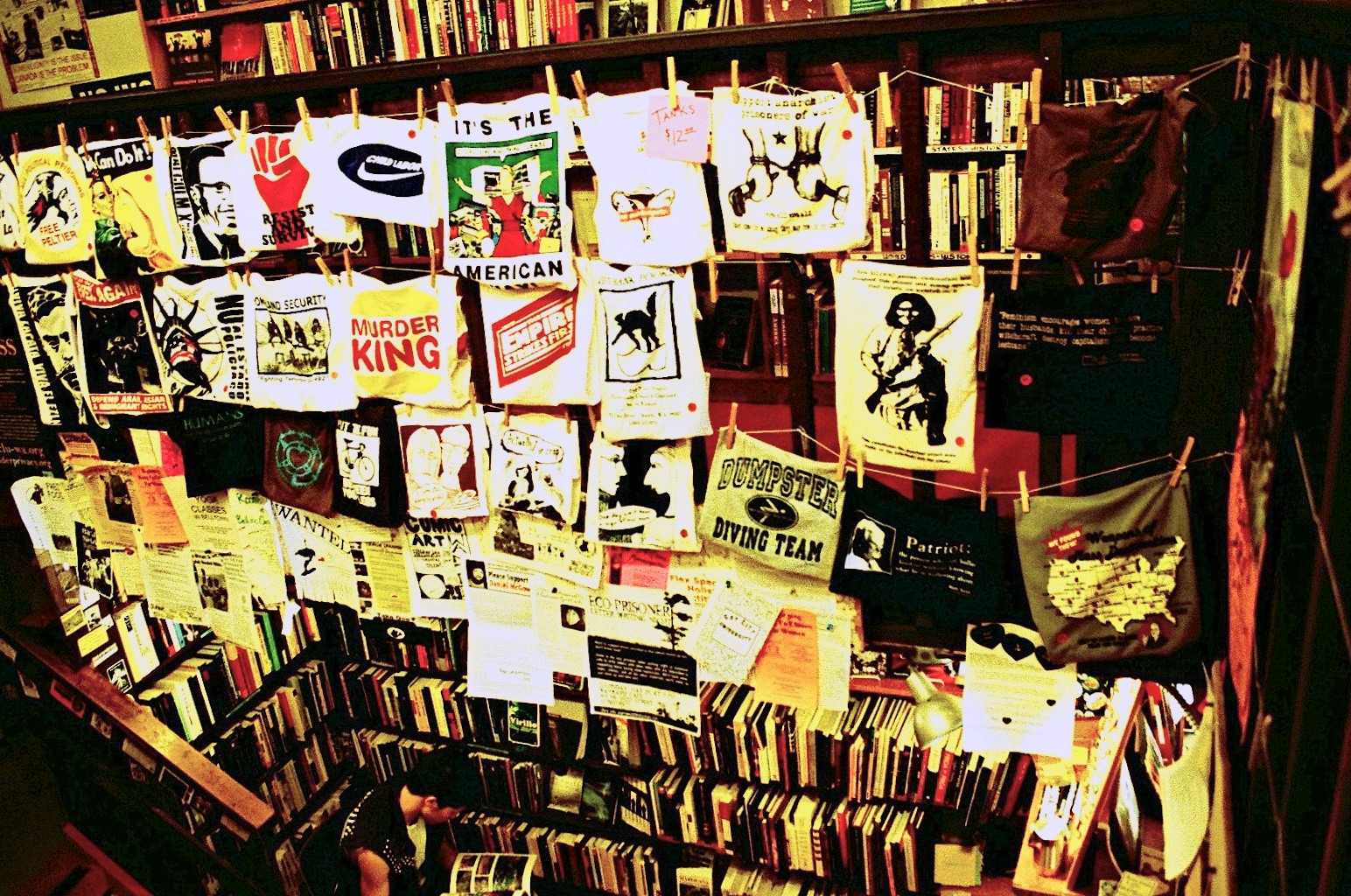
Interior da livraria Left Bank Books, Seattle em 2006.

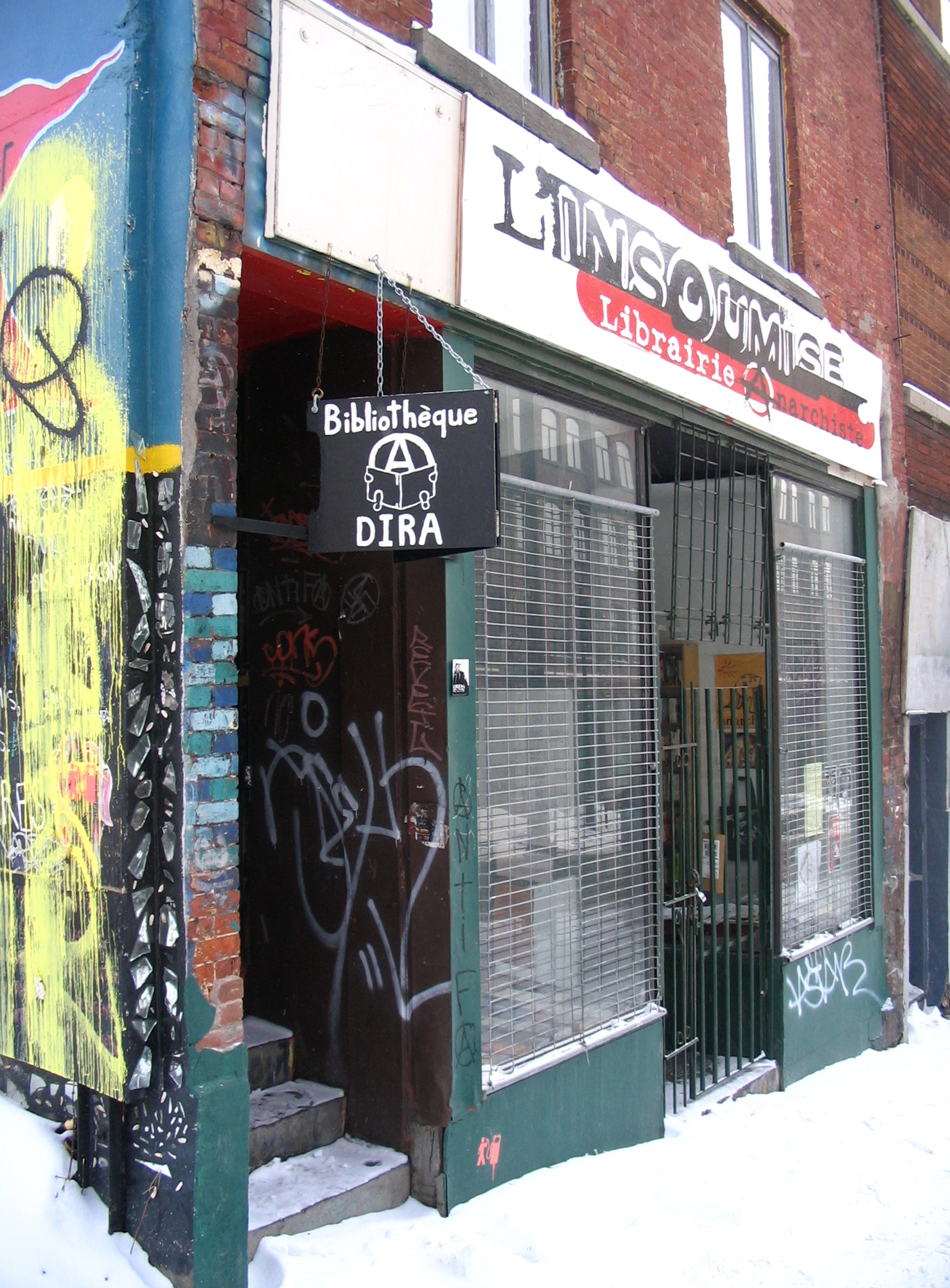
DIRA/L'Insoumise, Infoshop em Montreal, Março de 2007

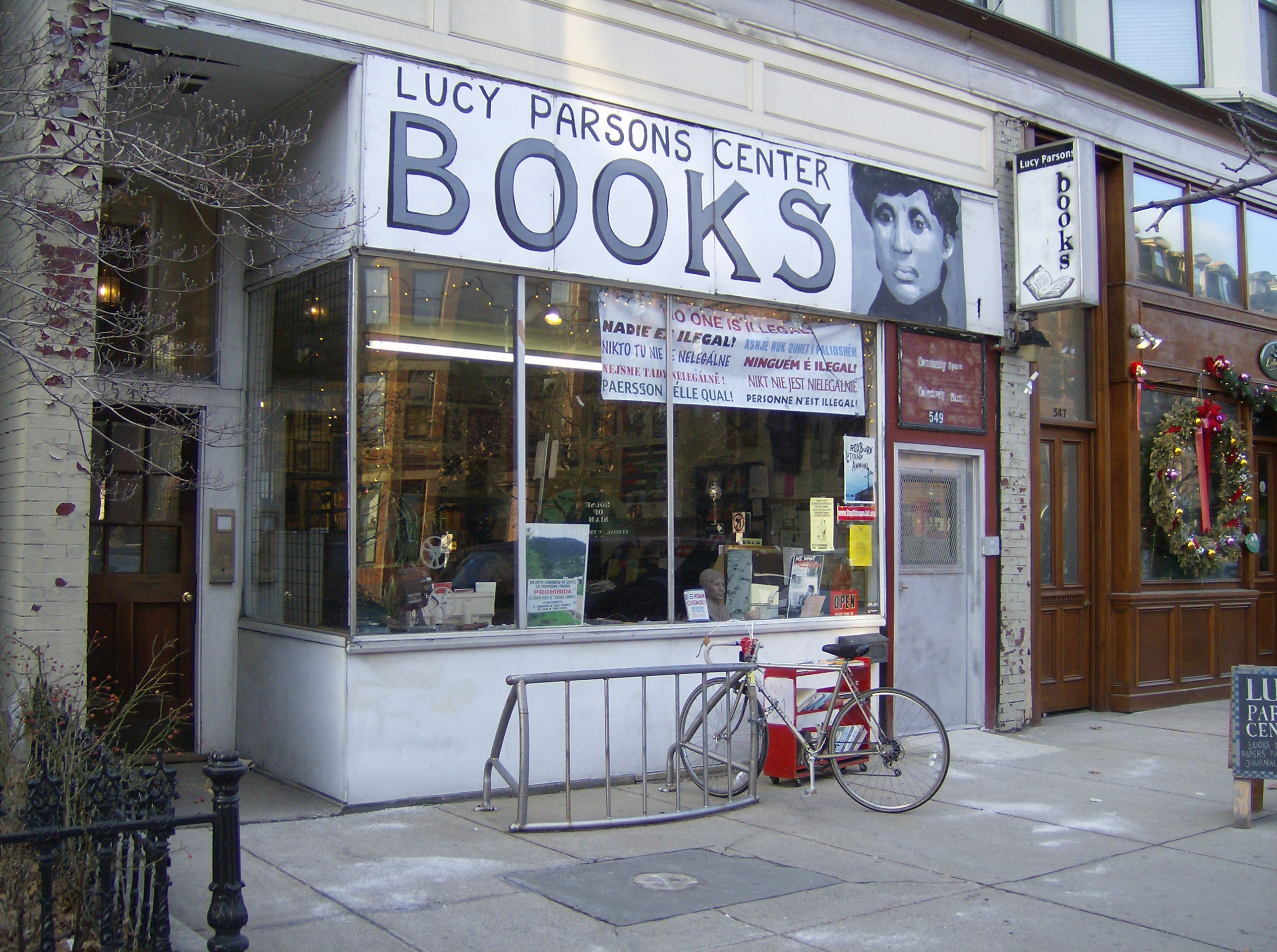
O centro Lucy Parsons em Boston (Estados Unidos).

Infoshop é uma vitrina, banca ou centro social que serve como ponto de distribuição de informação anarquista, tipicamente na forma de livros, zines, adesivos e cartazes. Infoshops também servem como espaços de encontro e distribuição de recursos para grupos ativistas locais.
Infoshops são particularmente comuns no Leste da Europa e América do Norte, mas também podem ser encontradas em outros lugares do mundo. De acordo com o artigo Utne Reader de Chris Atton as infoshops britânicas cresceram "a partir dos centros anarquistas ocupados na década de 1980, como por exemplo o Centro 121 em Brixton, Londres". Outra grande influência foram os Encontros Europeus Internacionais de Infoshops que foram organizados com regularidade durante a década de 1990.
Segundo o bibliotecário anarquista Chuck Munson, em seu artigo Maximum RocknRoll, os infoshops nos Estados Unidos descendem de centros conhecidos como "paz e justiça" que existiam na época da Guerra do Vietnã com a intenção de refutar e combater a propaganda estatal bélica.
Em junho de 2006, o Encontro Infoshop, uma rede espalhada pelo Canadá e Estados Unidos, foi formado durante um encontro de mantenedores de Infoshop em Baltimore, Maryland.

## Outros usos para o termo
Ironicamente, o Banco Mundial, uma instituição cujos encontros tornaram-se alvo de grandes manifestações anarquistas e de outros grupos contestadores, também opera através de uma livraria chamada "The InfoShop". O Banco Mundial descreve sua loja em Washington como uma "loja de uma parada para a literatura relacionada ao desenvolvimento econômico e para informações sobre as atividades e projetos do Banco Mundial."

## Infoshops conhecidos
- Barricade Books, Melbourne (Australia)
- Bluestockings (bookstore), Nova York (Estados Unidos)
- Brian MacKenzie Infoshop, Washington (Estados Unidos)
- Camas Infoshop, Victoria  (Canadá)
- Catalyst Infoshop, Prescott (Estados Unidos)
- Documentations, Informations, Références et Archives (DIRA), Montreal, Quebec (Canadá)
- Espaço Deriva, Porto Alegre (Brasil)
- Freedom Shop, Wellington (Nova Zelândia)
- Internationalist Books, Chapel Hill (Estados Unidos)
- Iron Rail Book Collective, New Orleans (Estados Unidos)
- Jura Books, Sydney (Australia)
- Lucy Parsons Center, Boston  (Estados Unidos)
- The Old Market Autonomous Zone, Winnipeg (Canadá)
- Red Emma's Bookstore Coffeehouse, Baltimore (Estados Unidos)
- Wooden Shoe Books, Philadelphia  (Estados Unidos)